# Cymothoe latifasciata
Cymothoe latifasciata är en fjärilsart som beskrevs av Arthur Rydon 1996. Cymothoe latifasciata ingår i släktet Cymothoe och familjen praktfjärilar. Inga underarter finns listade i Catalogue of Life.